# A1689-zD1
A1689-zD1, da non confondere con l'ammasso di galassie Abell 1689, è una galassia tra le più distanti e tra le prime a formarsi, scoperta nel febbraio 2008 mediante lo spostamento fotometrico verso il rosso e confermata nel 2015 grazie al fenomeno di lensing gravitazionale.
Se la misurazione del red shift, z~7,6, è corretta, si potrebbe spiegare il motivo per cui la debole luce di questa galassia ci giunge nello spettro dell'infrarosso. È stato possibile osservarla grazie al Near Infrared Camera and Multi-Object Spectrometer (NICMOS) dell'Hubble Space Telescope e all'Infrared Array Camera dello Spitzer Space Telescope sfruttando il fenomeno naturale della lente gravitazionale. L'ammasso di galassie Abell 1689, situato tra la Terra e A1689-zD1, alla distanza di 2,2 miliardi di anni luce da noi, funge da naturale "lente d'ingrandimento" per la luce proveniente dalla retrostante galassia, molto più distante, vista dalla Terra come era 700 milioni di anni dopo il Big Bang.